# Dasia
A Dasia  a hüllők (Reptilia) osztályába a  pikkelyes hüllők (Squamata) rendjébe a gyíkok (Sauria)  alrendjébe és a  vakondgyíkfélék (Scincidae) családjába  tartozó nem.

## Rendszerezés
A nembe az alábbi 7 faj tartozik.
- Dasia griffini
- Dasia grisea
- Dasia haliana
- Dasia nicobarensis
- Dasia olivacea
- Dasia semicincta
- Dasia subcaerulea